# Partit dels Ortodoxos
Partit dels Ortodoxos va ser un partit polític de Letònia al període d'entreguerres. Principalment va representar els ortodoxos russos camperols a Latgàlia, i va ser dirigit per l'arquebisbe Jānis Pommers.
La ideologia del partit es va centrar al voltant de les reformes agràries de 1920, i els intents de revisar-les a favor dels seus partidaris El partit va aconseguir dos escons a les eleccions de 1925, conservant els mateixos a les de 1928, mentre que a les eleccions de 1931 es va reduir a un sol escó.

## Resultats electorals
| Any  | Vots   | %    | Escons  | +/- |
| ---- | ------ | ---- | ------- | --- |
| 1925 | 10,245 | 1.23 | 2 / 100 | Nou |
| 1928 | 17,006 | 1.83 | 2 / 100 | =   |
| 1931 | 12,107 | 1.25 | 1 / 100 | 1   |